# Mammisi
Nell'antica architettura egizia, il mammisi è un tipo di cella, a custodia di una figura sacra, costruita a partire dal periodo tardo accanto a un tempio maggiore per rappresentare i misteri delle nascite divine: il termine "mammisi", inventato dall'egittologo Jean-François Champollion (1790–1832), deriva dalla lingua copta, ossia la fase finale della antica lingua egizia, e significa appunto "luogo del parto". I migliori e più celebri esempi di mammisi tuttora visibili risalgono perlopiù all'epoca tolemaica (IV–I secolo a.C.) e alla dominazione romana dell'Egitto (dal I secolo a.C. all'avvento del cristianesimo), benché l'esempio più antico, a Dendera, risalga al regno del faraone Nectanebo I (379/8–361/0 a.C.) della XXX dinastia.

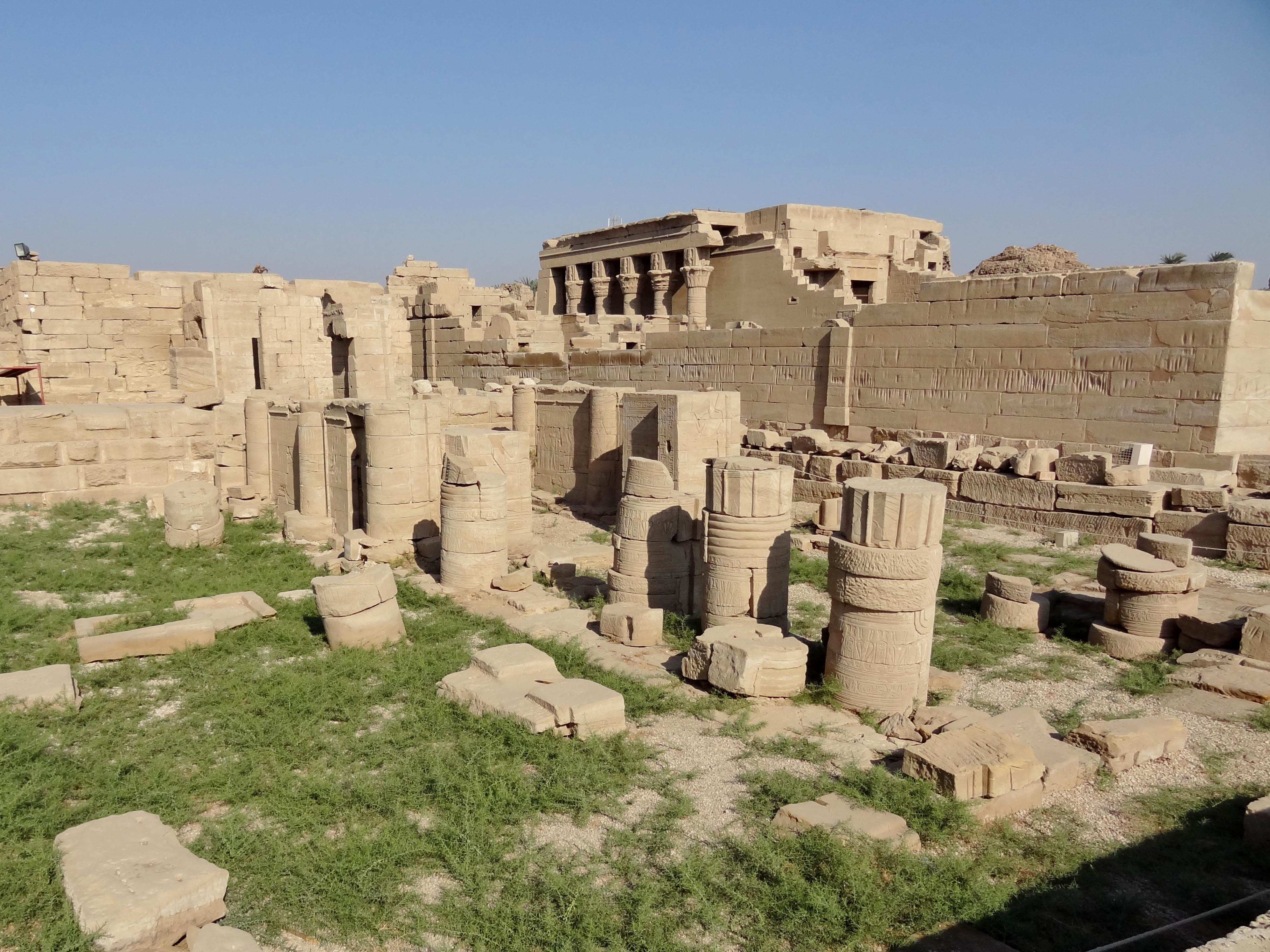
Rovine del mammisi di Nectanebo I a Dendera (secondo quarto del IV secolo a.C.).
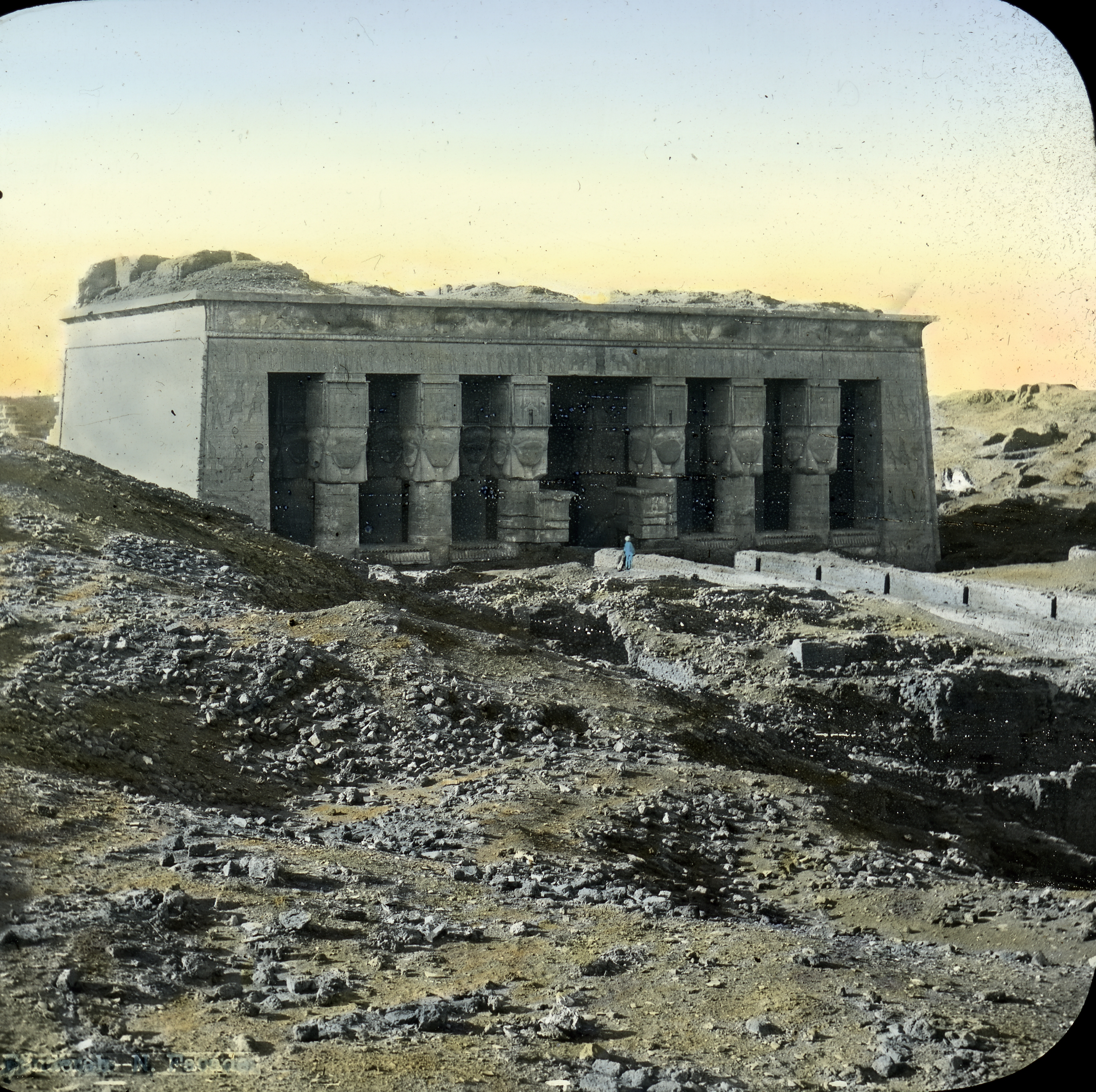
Rovine del mammisi di Dendera in una fotografia d'epoca.
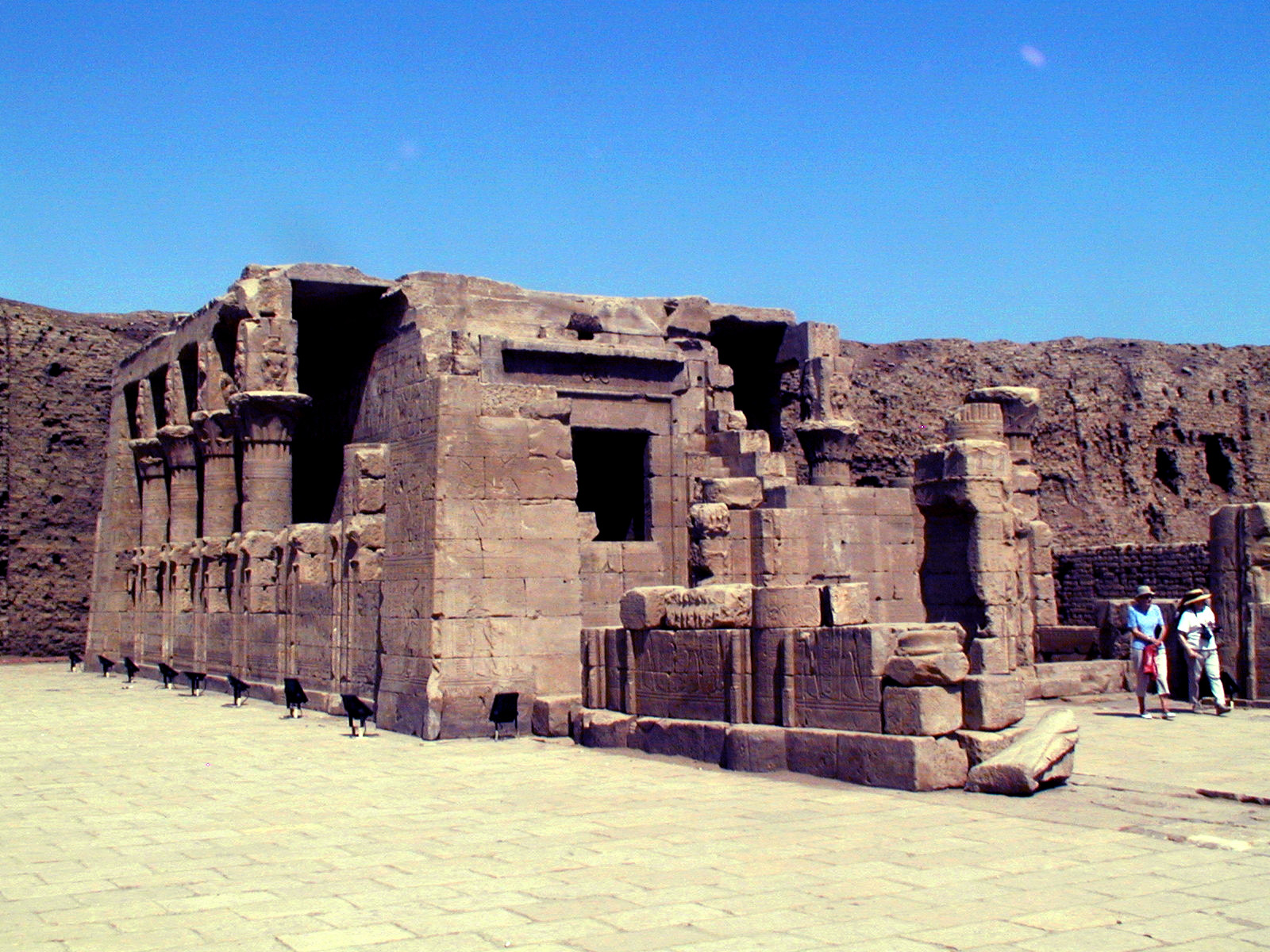
Rovine del mammisi di Edfu.
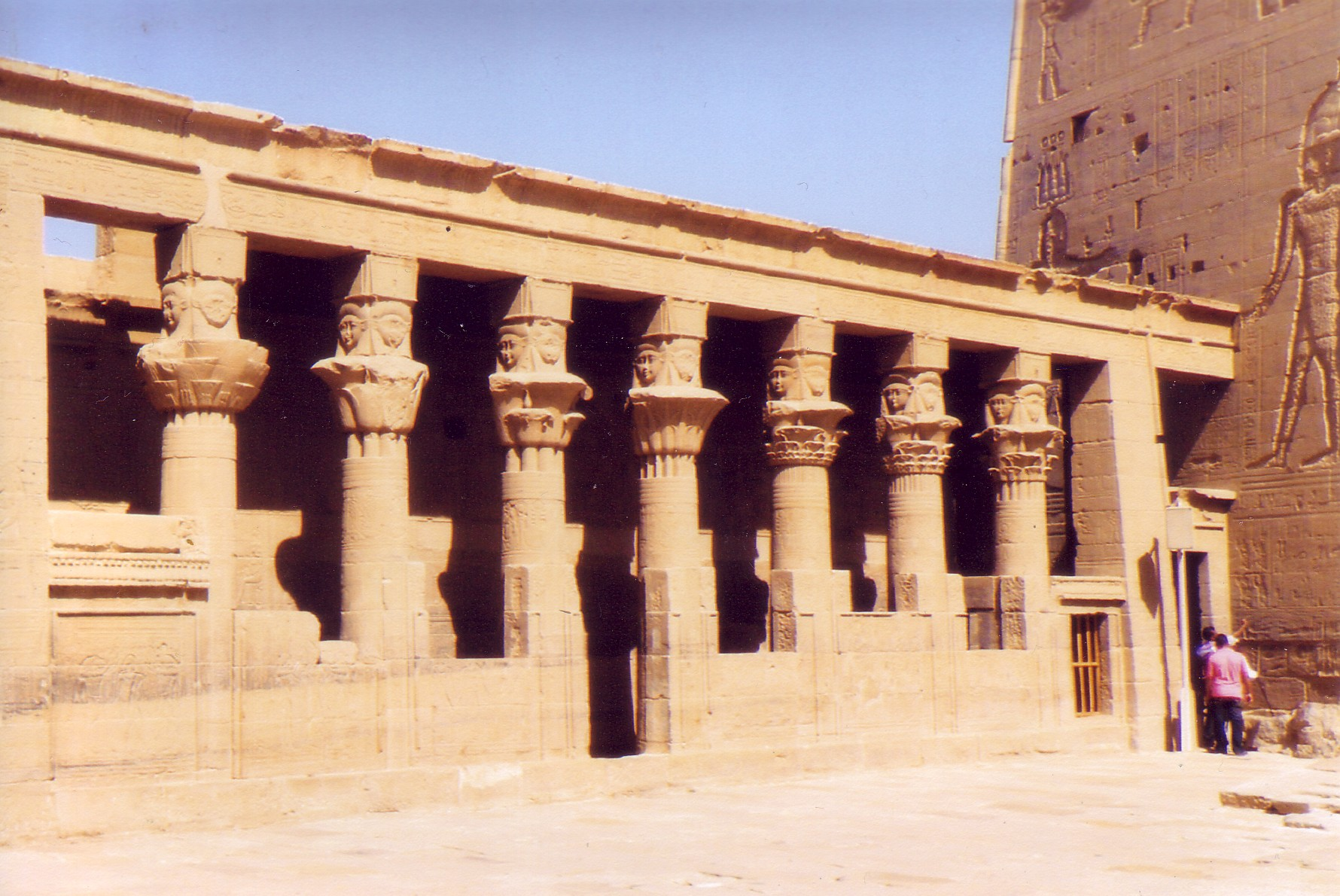
Rovine del mammisi di File.